# The Bothy Band
The Bothy Band est un groupe de musique traditionnelle irlandaise, formé en 1974. Sa brève carrière de quatre ans expira finalement en 1978.

## Biographie
Le groupe se forme en 1974, à l'occasion d'une émission radio organisée par Tony MacMahon, où il invita Matt Molloy, Tommy Peoples (qui jouaient déjà ensemble), Tríona Ní Dhomhnaill, Mícheál Ó Domhnaill, Paddy Keenan, Paddy Glackin et Dónal Lunny (ex-membre de Planxty). 
Les membres du groupe réalisent quelques concerts mais se rencontrent dans un premier temps uniquement les fins de semaine en raison de leurs emplois respectifs et du fait qu'ils habitaient dans des endroits différents du pays. L'enregistrement du premier disque en 1975 lance leur carrière professionnelle et les met au premier plan de la scène traditionnelle irlandaise. Paddy Glackin est remplacé avant ce disque par Tommy Peoples, qui est lui-même remplacé en mai 1976 par Kevin Burke avant l'enregistrement du deuxième disque.
Après quatre ans, le groupe, peu préparé à devenir professionnel, décide d'arrêter de collaborer, ayant l'impression de perdre le contrôle sur le projet. Par la suite, il se reforme une première fois pour un concert au Vicar Street à Dublin, le 24 mai 2007, pour rendre hommage à Mícheál Ó Domhnaill, décédé en 2006.
En 2023, à l'occasion d'une émission télévisée, le groupe se reforme une nouvelle fois et lance un tour d'Irlande au cours de l'année 2024. Les anciens membres sont rejoints à la guitare par Sean Og Graham, du groupe Beoga. À noter que les violonistes Paddy Glackin et Kevin Burke montent sur scène ensemble alors qu'ils s'étaient succédé dans le groupe dans les années 1970.
Après l'expérience Bothy Band, chacun s'oriente vers d'autres projets musicaux et commence une carrière en solo ou rejoint des groupes comme Nightnoise (Tríona Ní Dhomhnaill et Mícheál Ó Domhnaill), Relativity (Tríona Ní Dhomhnaill et Mícheál Ó Domhnaill), Moving Hearts (Dónal Lunny), The Chieftains (Matt Molloy), Patrick Street (Kevin Burke), Planxty (Matt Molloy et Dónal Lunny), Touchstone (Tríona Ní Dhomhnaill).

## Origine du nom
Un bothy band est un groupe musical qui provient de la culture paysanne du XIXe siècle en Écosse. À cette époque, l'agriculture nécessite une main-d'œuvre importante, et par conséquent les grandes exploitations ont souvent soudé de petites communautés qui y sont associées, la toun farm. Ces communautés étaient constituées de couples mariés vivant dans des petits chalets et d'hommes célibataires logés ensemble dans une chaumière ou un abri. Afin de faciliter leur intégration dans le groupe (incluant également les autres membres de la toun farm), les hommes célibataires organisaient des soirées musicales, les nichts bothy, et formaient des groupes improvisés pour interpréter de la musique, groupes que l'on nommait alors bothy band. Certains groupes pouvaient se faire connaître en dehors de la toun, et être engagés pour des événements locaux.
Mícheál Ó Domhnaill aurait ramené l'idée de ce nom après un voyage dans les Hébrides extérieur, en Écosse, où il réalisait un collectage de chansons.

## Membres du groupe
- Tríona Ní Dhomhnaill : clavecin, clavinet, voix
- Mícheál Ó Domhnaill : guitare, voix
- Paddy Keenan : uilleann pipes, whistle
- Dónal Lunny : bouzouki
- Matt Molloy : flûte traversière, whistle
- Tommy Peoples : fiddle (sur le premier album)
- Kevin Burke : fiddle (Old Hag, After Hours, Out of the Wind)
- Paddy Glackin : fiddle (uniquement en concert)

## Discographie
(tous parus chez Green Linnet)
- The Bothy Band : 1975
- Old Hag You Have Killed Me : 1976
- Out of the Wind into the Sun : 1977
- After Hours (Live in Paris) : 1979
- Best Of the Bothy Band (compilation) : 1983
- The Bothy Band - Live in Concert : 1995 (Concerts enregistrés en 1976 et 1978)